# Saint-Pierre-Bénouville
Saint-Pierre-Bénouville – miejscowość i gmina we Francji, w regionie Normandia, w departamencie Sekwana Nadmorska.
Według danych na rok 1990 gminę zamieszkiwało 337 osób, a gęstość zaludnienia wynosiła 40 osób/km² (wśród 1421 gmin Górnej Normandii Saint-Pierre-Bénouville plasuje się na 578. miejscu pod względem liczby ludności, natomiast pod względem powierzchni na miejscu 437.).